# Voleibol nos Jogos Olímpicos da Juventude
O voleibol faz parte do programa esportivo dos Jogos Olímpicos da Juventude desde a primeira edição do evento, realizada em Singapura, em 2010. O país sede pode escolher entre as duas modalidades do vôlei, indoor ou de praia. Em 2010 foi disputado o voleibol de quadra, ao passo que nas duas edições seguintes, os organizadores do evento optaram pelo vôlei de praia. Participam da competição atletas entre 14 e 18 anos.

## Quadro de medalhas

### Voleibolindoor
| Ordem | País               | Medalha de ouro | Medalha de prata | Medalha de bronze |   |
| ----- | ------------------ | --------------- | ---------------- | ----------------- | - |
| 1     | BEL Bélgica        | 1               |                  |                   | 1 |
|       | CUB Cuba           | 1               |                  |                   | 1 |
| 3     | ARG Argentina      |                 | 1                |                   | 1 |
|       | USA Estados Unidos |                 | 1                |                   | 1 |
| 5     | PER Peru           |                 |                  | 1                 | 1 |
|       | RUS Rússia         |                 |                  | 1                 | 1 |

### Voleibol de praia
| Ordem | País              | Medalha de ouro | Medalha de prata | Medalha de bronze |   |
| ----- | ----------------- | --------------- | ---------------- | ----------------- | - |
| 1     | RUS Rússia        | 2               |                  |                   | 2 |
| 2     | BRA Brasil        | 1               |                  |                   | 1 |
|       | SWE Suécia        | 1               |                  |                   | 1 |
| 4     | CAN Canadá        |                 | 1                |                   | 1 |
|       | VEN Venezuela     |                 | 1                |                   | 1 |
|       | NLD Países Baixos |                 | 1                |                   | 1 |
|       | ITA Itália        |                 | 1                |                   | 1 |
| 8     | ARG Argentina     |                 |                  | 2                 | 2 |
| 9     | DEU Alemanha      |                 |                  | 1                 | 1 |
|       | NOR Noruega       |                 |                  | 1                 | 1 |

### Geral
| Ordem | País               | Medalha de ouro | Medalha de prata | Medalha de bronze |   |
| ----- | ------------------ | --------------- | ---------------- | ----------------- | - |
| 1     | RUS Rússia         | 1               |                  | 1                 | 2 |
| 2     | BEL Bélgica        | 1               |                  |                   | 1 |
|       | BRA Brasil         | 1               |                  |                   | 1 |
|       | CUB Cuba           | 1               |                  |                   | 1 |
| 5     | ARG Argentina      |                 | 1                | 1                 | 2 |
| 6     | CAN Canadá         |                 | 1                |                   | 1 |
|       | USA Estados Unidos |                 | 1                |                   | 1 |
|       | VEN Venezuela      |                 | 1                |                   | 1 |
| 9     | DEU Alemanha       |                 |                  | 1                 | 1 |
|       | PER Peru           |                 |                  | 1                 | 1 |